# Përmet
Përmet (řecky Πρεμετή, turecky Premedi) je hlavní město përmetského okresu v jižní Albánii. Má 9 800 obyvatel. 

## Poloha
Město se rozkládá na břehu řeky Vjosy, nedaleko od státní hranice s Řeckem. Řeka má v Përmetu průtok 195 m²/s. Jižně od řeky leží většina města, severně se nachází park a fotbalový stadion. 
V okolí Përmetu se nachází řada pohoří (např. Nemërçkë ze západní strany a národní park Hotovë-Dangelli).
Dominantou města je městská skála (albánsky Gur i Qytetit), velký skalní blok, který stojí přímo ve středu města. Na ní se nacházejí zbytky zdiva z dob existence Osmanské říše.

## Název
Město se údajně[zdroj?] jmenuje podle válečníka jménem Premt, který vládl z pevnosti vybudované na skále ve městě. Jeho jméno bylo převzato postupně nejen do albánského názvu města, ale i do dalších jazyků.

## Historie

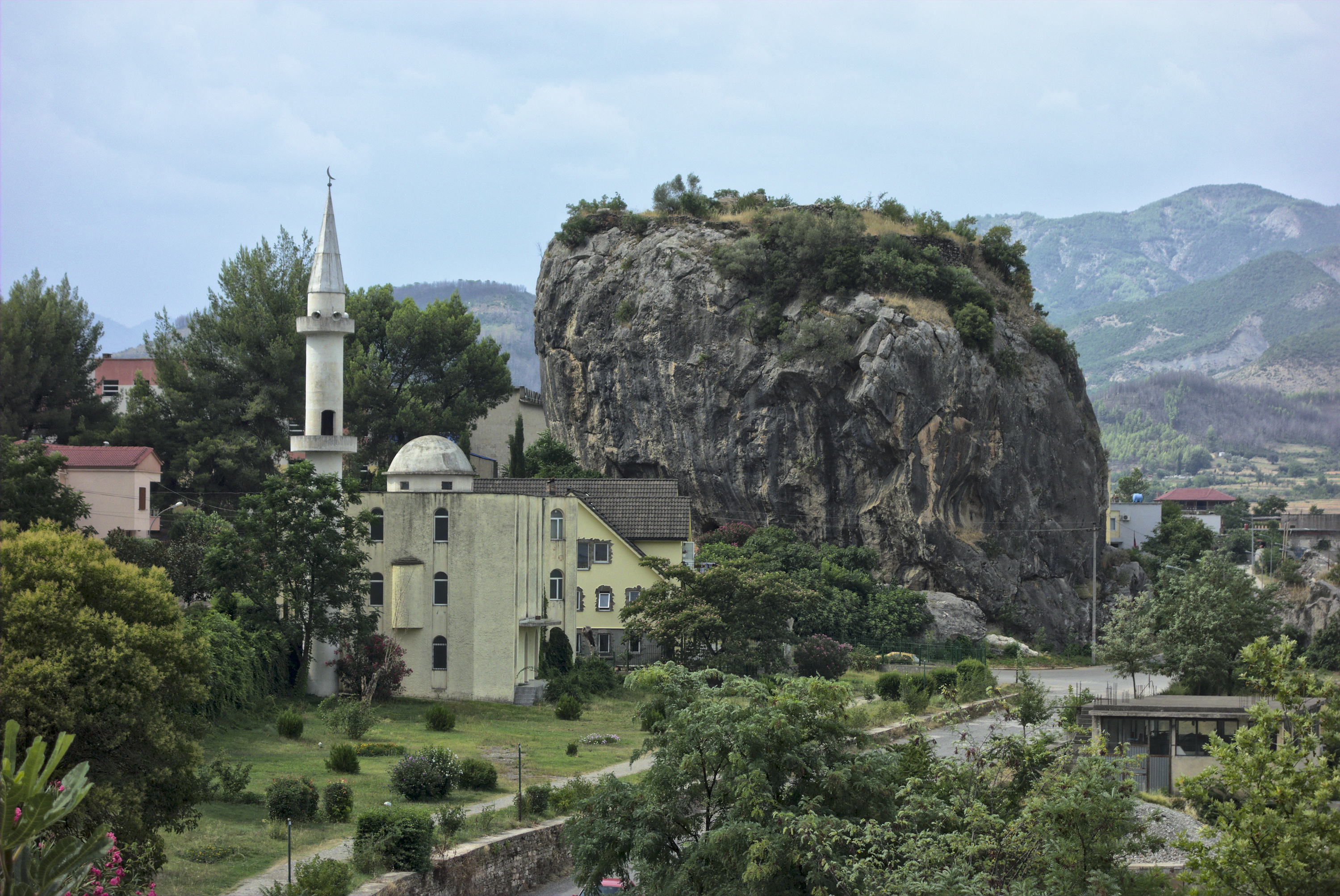
Skála ve středu města.

Město vzniklo v 15. století za turecké nadvlády v místě, kde se dobře dařilo trhovcům. V rámci Osmanské říše bylo nejprve součástí sandžaku v Gjirokastëru a později sandžaku v Ioannině. Z prvního tureckého záznamu z let 1431/1432 lze zjistit, že v Përmetu tehdy stálo 42 domů. 
V roce 1778 zde byla založena řecká škola. Za několik set let turecké nadvlády se obyvatelstvo města podařilo islamizovat, zatímco okolní venkov si uchovával křesťanskou víru a nebo své zvyky. 
Po povstání v roce 1833 ustoupila turecká správa a do čela Përmetu dosadila místní Albánce, navíc vyhlásila amnestii na ty, kteří se povstání účastnili. Místní ševci získali privilegium na prodej bot pro větší města (např. Ioannina), které platilo ale jen do roku 1841, než jej zrušily reformy tanzimátu.
V roce 1882 byla v Përmetu otevřena i řecká dívčí škola. Roku 1890 potom následovala první škola, kde se vyučovalo v albánském jazyce. Její vznik inicioval Llukë Papavrami, kterého k tomu podpořil Naim Frashëri, známý albánský obrozenec. Frashëriové byli z tohoto regionu (dnes po Sami Frashërim je pojmenováno gymnázium a po Abdylovi Frasherim hlavní náměstí v Përmetu). Učili zde učitelé z místní medresy. Od roku 1909 bylo povoleno vyučovat albánsky i na místních medresách (islámských náboženských školách). Stalo se tak rok poté, kdy na kongresu v Bitole (Monastiru) schválili albánští učenci podobu písma a pravopisu svého jazyka. 
Na začátku 20. století mělo město okolo osmi tisíc obyvatel. Obyvatelstvo bylo tradičně převážně muslimské a menšinově pravoslavné. Poslední léta existence Osmanské říše na tomto prostoru nicméně provázela dlouhodobá nestabilita. V létě 1906 působily okolo Përmetu ozbrojené čety, do kterých vstupovali místní studenti. V srpnu 1912 město obsadili  Menduh Zavalani, Nexhip Bënja, Spiro Bellkameni a Servet Frashëri během letního albánského povstání, následně se Përmet stal na podzim 1912 součástí samostatného albánského státu. V roce 1913 byl nicméně obsazen řeckou armádou a následně inkorporován do autonomní republiky Severní Epir. Během obsazování Řeckem zde došlo k řadě násilností. Řecké vojsko zde zůstalo až do roku 1916 a prováděna byla rozsáhlá helenizace.
V roce 1930 zde stálo zhruba okolo tisíce domů, před vypuknutím druhé světové války byl domovem asi pro tři tisíce obyvatel. Během války mezi Řeckem a Itálií bylo město předmětem bojů mezi oběma zúčastněnými silami. Řecké vojsko jej obsadilo dne 4. prosince 1940, vojska Osy jej získala zpět v dubnu 1941. V květnu 1944 jej osvobodily jednotky albánských partyzánů. Následně se zde konala tzv. Permetská konference, během které byla zvolena první poválečná albánská vláda. Byly zde připraveny základy pro sepsání poválečné albánské ústavy, ustanoven orgán podobný parlamentu i vládě. Následně během albánského komunistického režimu byl Përmet titulován jako město hrdina. Përmet byl stejně jako řada dalších albánských měst poměrně rozsáhle přebudován. Vznikly obytné bloky, doplnily je školy a další veřejné budovy. Město se stalo během období existence socialistického státu symbolem albánského boje za svobodu a jeho role za druhé světové války byla podrobně studována v albánské historiografii, mnohdy kontroverzně.
V roce 2013 se zde odehrála demonstrace za navrácení ortodoxního chrámu albánské ortodoxní církvi. 
V 3. dekádě 21. století město procházelo obecnou obnovou, kterou financovala Světová banka. V rámci ní byly např. předlážděny ulice.

## Obyvatelstvo
V roce 2011 zde žilo 10 614 obyvatel. Věkový průměr obyvatel byl spíše mladší; dvě třetiny Përmetanů byly v produktivním věku, 16 % obyvatel bylo mladších 14 let a 18 % starších 65 let věku.

## Ekonomika

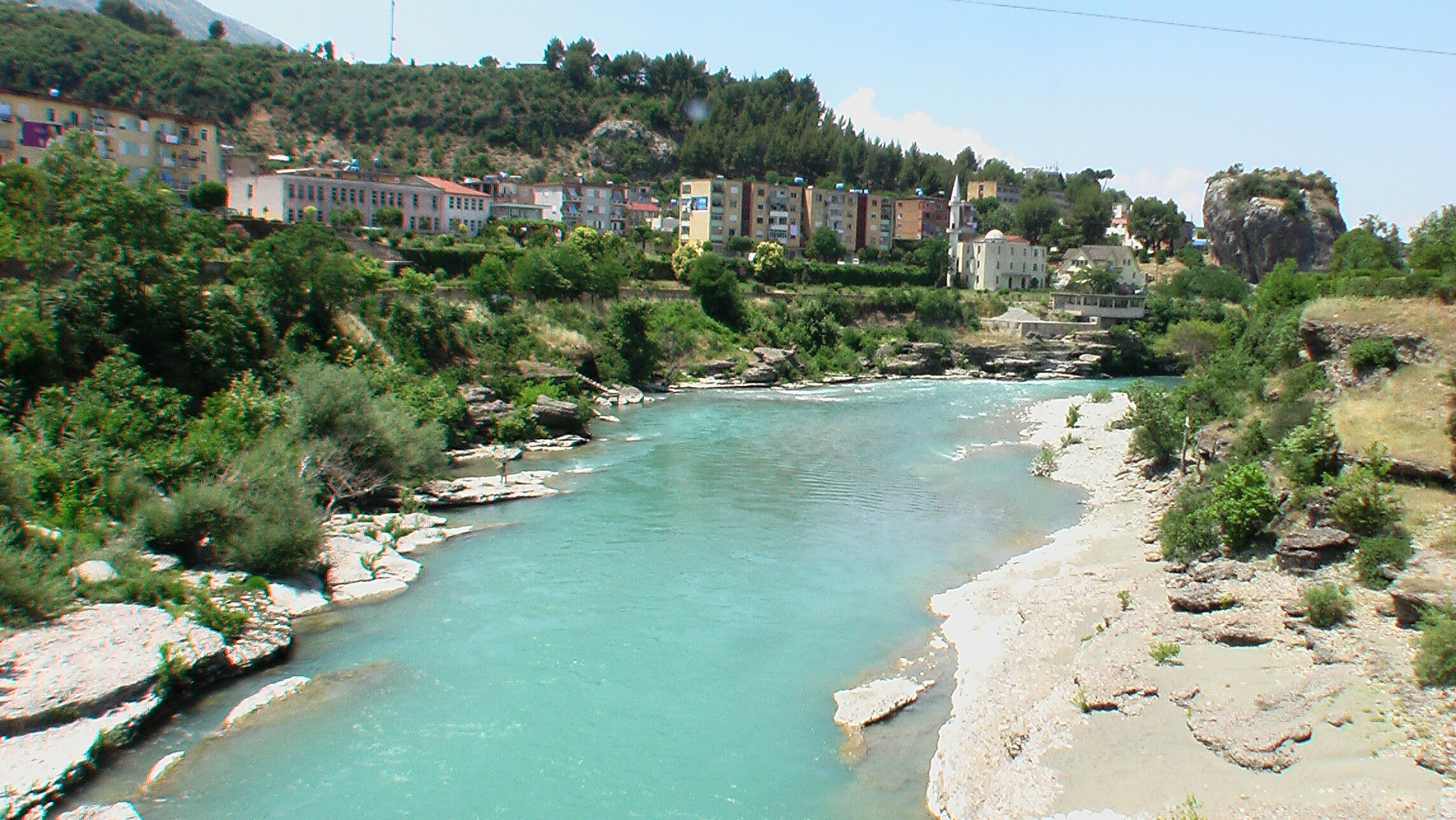
Përmet

Dnes je většina obyvatelstva zaměstnána v obchodu. Významné je rovněž i zemědělství (sadařství, včelařství) a vinařství. Produkce tradičního zemědělství je omezena tím, že jednotlivá pole nikdy nebyla nikterak scelována a jejich obdělávání funguje tradičním způsobem.
Përmet jako město stojící stranou hlavních dopravních tahů nikdy nebyl více industrializován.
Nedaleko od středu města se nachází prameny léčivé vody. Město se snaží rozvíjet turistický ruch. Místní radnice používá slogan máme všechno až na moře. 
Město je známé tradiční lidovou hudbou a květinami, hlavně růžemi, v Albánii je dokonce nazýváno město růží. Narodil se zde Laver Bariu, lidový klarinetový hudebník. Obyvatelstvo Permetu a jeho okolí se věnuje převážně zemědělství. Vyrábí se různé marmelády, džemy, med, region je významným producentem mléka a masa. Známé jsou místní víno a rakija (raki).

## Kultura

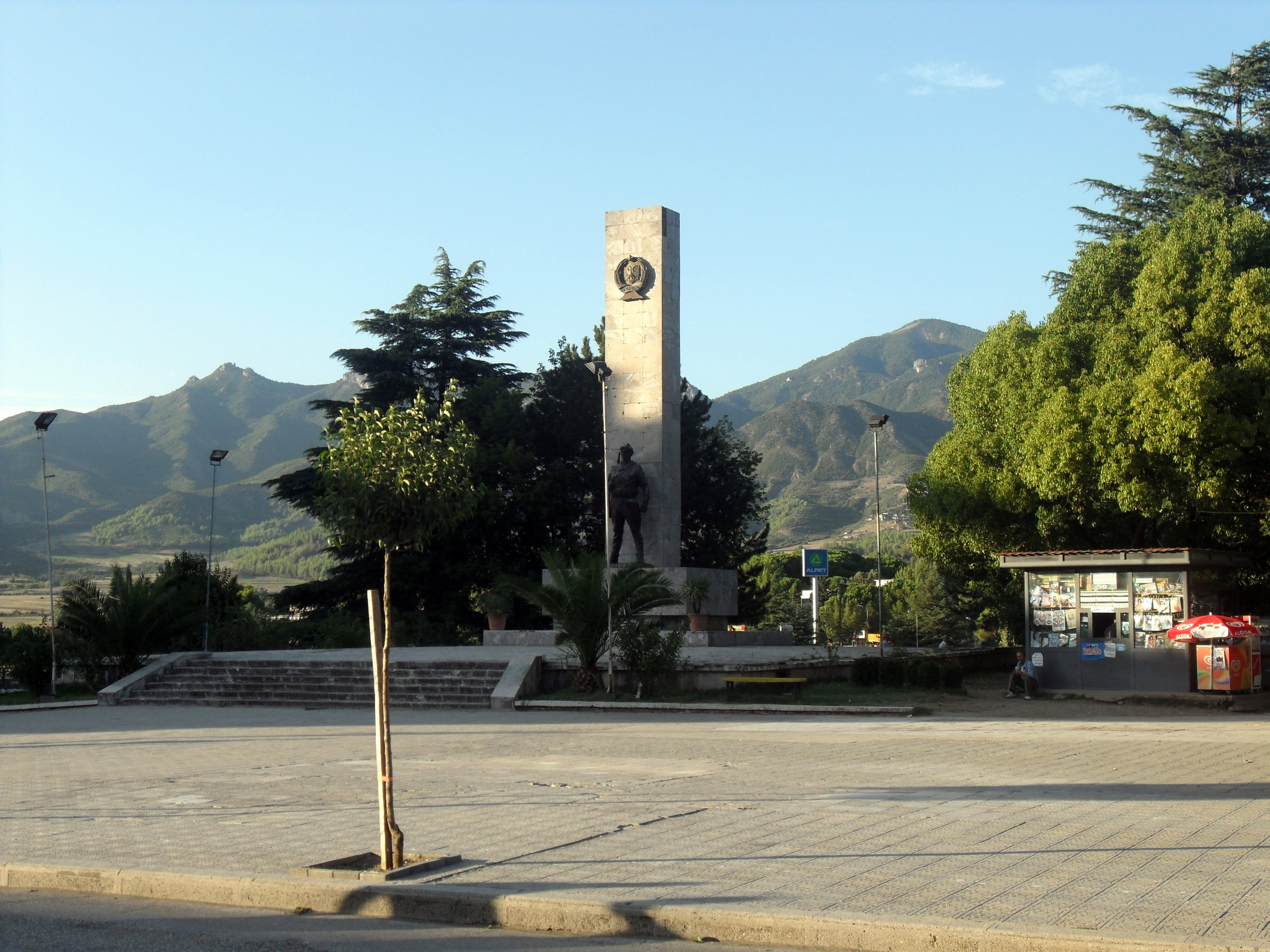
Památník partyzánského hnutí.

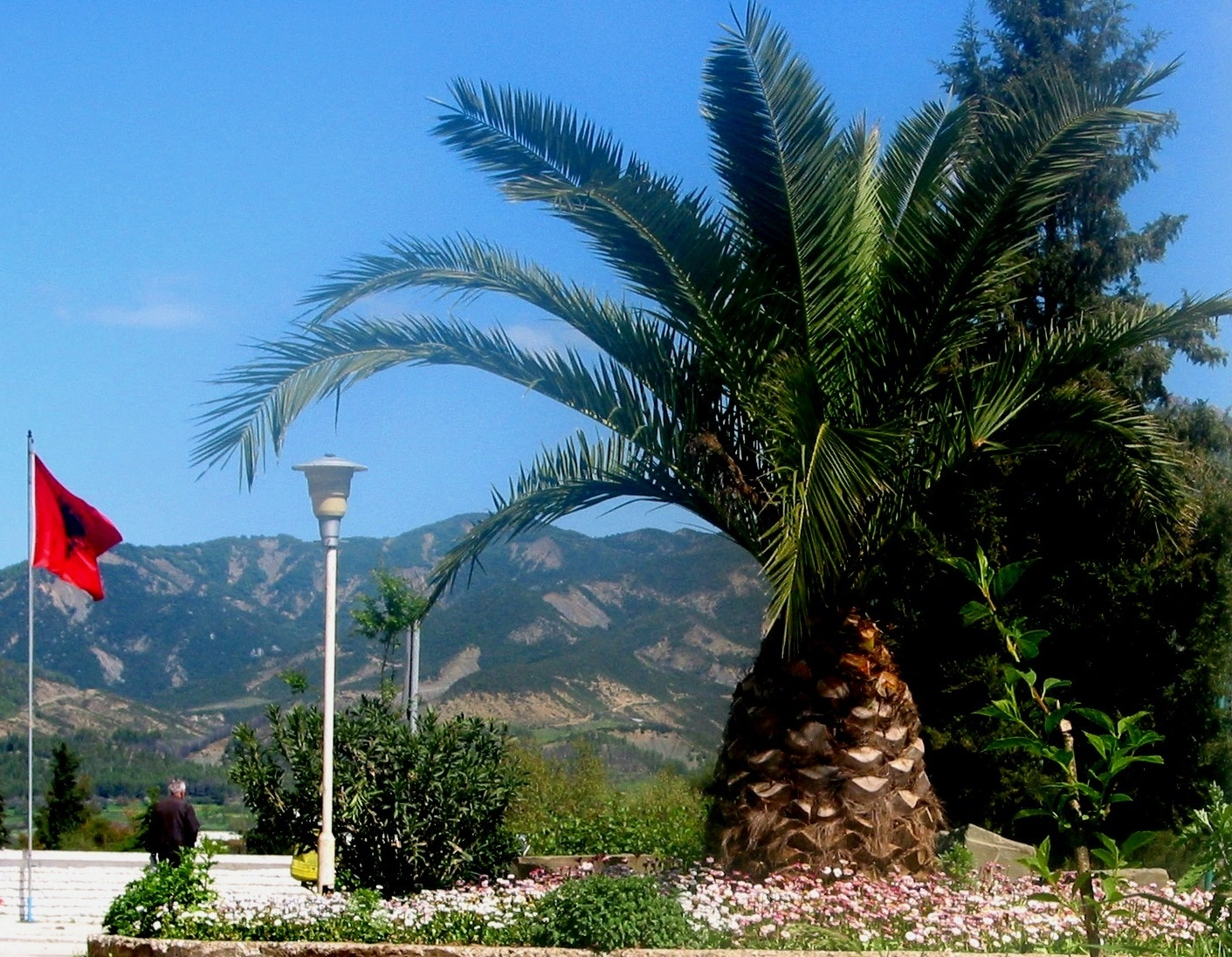
Okrasný strom a albánská vlajka v Përmetu.

V Përmetu se nachází městské muzeum (albánsky Museu i rrethit të Përmetit), Muzeum Përmetského kongresu a dále ortodoxní katedrála. V samotném centru města stojí také kulturní centrum, které bylo vybudováno během období socialismu. V roce 2016 procházelo rekonstrukcí. Již zmíněná městská skála s výškou 42 m je přístupná po schodišti.
V centru města také stojí památník albánským partyzánům, postavený před rokem 1991.
Západně od centra města se nachází bektašijské tekke.

## Doprava
Përmet je přístupný pouze po silnicích. Směřuje sem silnice celostátního významu č. SH 75 z Tepelenë a dále z Përmetu pokračuje do Řecka. Silnice překonává řeku Vjosu po památkově chráněném Dragotském mostu, který se nachází nedaleko od města. Železniční spojení se zbytkem Albánie město nemá.

## Školství
Ve městě se nachází gymnázium.

## Sport
Sídlí zde fotbalový klub SK Përmet.

## Známé osobnosti
- Laver Bariu, hudebník
- Stefanaq Pollo, historik
- Adam Doukas, řecký ministr války
- Vasileios Ioannidis, řecký teolog a profesor
- Antoneta Papapavli, herečka
- Odhise Paskali, albánský sochař
- Turhan Përmeti, politik a bývalý albánský premiér
- Simon Stefani, politik
- Mentor Xhemali, zpěvák
- Ilirjan Çaushaj, fotbalista
- Dhimitër Kacimbra, albánský politik